# Kettering Town Football Club
Il Kettering Town Football Club è una società calcistica della località di Kettering, in Inghilterra.

## Storia
Fondata nel 1872, attualmente milita in Southern League Division One Central ed ha come colori sociali bianco e rosso. Nelle stagioni 1978-1979 e 1999-2000 il club ha raggiunto (e perso in entrambe le circostanze) la finale di FA Trophy.
La squadra è stata resa famosa dall'approdo in panchina dell'ex calciatore inglese Paul Gascoigne nel 2005.

## Allenatori[1]
- William York (1922)
- Harry Matthews (1923-1924)
- William Collier (1925-1930)
- Harry Cawthorne (1930)
- Bert Dainty (1931-1932)
- Harry Loasby (1932-1935)
- Len Potter (1937-1938)
- Len Riches (1938-1939)
- Pat Molloy (1945-1948)
- Len Riches (1948)
- Bob Calder (1950-1956)
- Tommy Lawton (1956-1957)
- Harry Mather (1957-1958)
- Jack Froggatt (1958-1961)
- Wally Akers (1961-1963)
- Tommy Lawton (interim, 1963-1964)
- Dick White (1964-1965)
- George Swindin (1965-1966)
- Steve Gammon (1966-1971)
- Ron Atkinson (1971-1974)
- Geoff Vowden (1974-1975)
- Derek Dougan (1975-1977)
- Brian Thompson (1977)
- Mick Jones (1977-1979)
- Colin Clarke (1979-1982)
- Jim Conde (1982-1983)
- Don Masson (1983)
- David Needham (1983-1986)
- Alan Buckley (1986-1988)
- Peter Morris (1988-1992)

- Dave Cusack (1992)
- Graham Carr (1992-1995)
- Gary Johnson (1995-1996)
- Steve Berry (1996-1998)
- Peter Morris (1998-2001)
- Carl Shutt (2001-2003)
- Domenico Genovese (2003)
- Nicky Platnauer (interim, 2003)
- Kevin Wilson (2003-2005)
- Paul Gascoigne (2005)
- Kevin Wilson (2005-2006)
- Morell Maison (2006-2007)
- Graham Westley (interim, 2007)
- Mark Cooper (2007-2009)
- Lee Harper (2009-2010)
- Morell Maison (interim, 2010)
- Marcus Law (2010-2011)
- Morell Maison (2011)
- Mark Stimson (2011-2012)
- Mark Cooper (interim, 2012)
- Ashley Westwood (interim, 2012)
- John Beck (2012)
- Alan Doyle (interim, 2012-2013)
- Tom Baillie (interim, 2013)
- Dean Thomas (2013-2014)
- Tom Baillie e Scott Machin (2014-2015)
- Marcus Law (2015-2019)
- Nickey Eaden (2019)
- Paul Cox (2019-2022)
- Ian Culverhouse (2022-in carica)

## Palmarès

### Competizioni nazionali
- National League North: 1

2007-2008
- Southern Football League: 6

1927-1928, 1928-1929, 1956-1957, 1972-1973, 2001-2002, 2018-2019
- Conference League Cup: 1

1986-1987

### Competizioni regionali
- Northamptonshire Senior Cup: 29

1883–1884, 1895–1886, 1897–1898, 1900–1901, 1906–1907, 1920–1921, 1931–1932, 1932–1933, 1935–1936, 1938–1939, 1946–1947, 1952–1953, 1955–1956, 1956–1957, 1968–1969, 1972–1973, 1978–1979, 1979–1980, 1983–1984, 1984–1985, 1985–1986, 1986–1987, 1987–1988, 1991–1992, 1992–1993, 1994–1995, 1996–1997, 2000–2001, 2016–2017, 2017-2018

### Altri piazzamenti
- National League:

Secondo posto: 1980-1981, 1988-1989, 1993-1994, 1998-1999
Terzo posto: 1987-1988, 1991-1992
- National League North:

Secondo posto: 2006-2007
- Southern Football League:

Secondo posto: 1978-1979, 2024-2025
- Conference League Cup:

Finalista: 1980-1981